# Playoffs NBA 1998
Los Playoffs de la NBA de 1998, fueron el torneo final de la temporada 1997-98 de la NBA.
El campeón fue Chicago Bulls (Conferencia Este), que conseguía así su sexto título de la década, ante el campeón de la conferencia Oeste, Utah Jazz. Este playoff, suponía el último de la era Bulls-Jordan y los de Chicago, no volverían a los playoffs, hasta el 2005.
El MVP de las Finales, fue Michael Jordan de los Chicago Bulls.
Indiana Pacers empujó a los Bulls hasta el límite, en las finales de la Conferencia Este, llegando a ser uno de los dos equipos, que forzaban a Chicago, a disputar siete partidos, durante los años en los que los Bulls, se proclamaban campeones (el otro equipo que lo consiguió, fue New York Knicks en 1992). Estos Pacers fueron más tarde nombrados por Pacers.com, como el mejor equipo de Indiana, en la historia de la franquicia, incluso mejor que el del año 2000, que ganó la final de la Conferencia Este.

## Clasificación Playoff

### Conferencia Este
Los Chicago Bulls empataron junto con los Jazz pero solo lideraron en la Conferencia Este debido a que perdieron ante los Jazz durante la temporada 2-0 y por ello sólo consiguieron la ventaja de campo a lo largo de las rondas del Este.
A continuación se muestran la lista de los equipos clasificados en la conferencia Este:
1. Chicago Bulls (líder de la división Central)
2. Miami Heat (líder de la división del Atlántico)
3. Indiana Pacers
4. Charlotte Hornets
5. Atlanta Hawks
6. Cleveland Cavaliers
7. New York Knicks
8. New Jersey Nets

### Conferencia Oeste
Utah Jazz al conseguir ganar los dos partidos que disputó ante Chicago Bulls durante la liga regular pudieron beneficiarse de la ventaja de campo hasta las finales.
A continuación se muestran la lista de los equipos clasificados en la conferencia Oeste:
1. Utah Jazz (líder de la división del Medio Oeste)
2. Seattle SuperSonics (líder de la división del Pacífico)
3. Los Angeles Lakers
4. Phoenix Suns
5. San Antonio Spurs
6. Portland Trail Blazers
7. Minnesota Timberwolves
8. Houston Rockets

## Cuadro de Enfrentamientos
|  | Primera Ronda     | Primera Ronda | Primera Ronda |   |           | Semifinales de Conferencia | Semifinales de Conferencia | Semifinales de Conferencia |  |    | Finales de Conferencia | Finales de Conferencia | Finales de Conferencia |  |    | Finales de la NBA | Finales de la NBA | Finales de la NBA |
|  |                   |               |               |   |           |                            |                            |                            |  |    |                        |                        |                        |  |    |                   |                   |                   |
|  | E1                | Chicago*      | 3             |   |           |                            |                            |                            |  |    |                        |                        |                        |  |    |                   |                   |                   |
|  | E8                | New Jersey    | 0             |   |           |                            |                            |                            |  |    |                        |                        |                        |  |    |                   |                   |                   |
|  | E8                | New Jersey    | 0             |   | E1        | Chicago*                   | 4                          |                            |  |    |                        |                        |                        |  |    |                   |                   |                   |
|  |                   |               |               |   | E1        | Chicago*                   | 4                          |                            |  |    |                        |                        |                        |  |    |                   |                   |                   |
|  |                   | E4            | Charlotte     | 1 |           |                            |                            |                            |  |    |                        |                        |                        |  |    |                   |                   |                   |
|  | E4                | E4            | Charlotte     | 1 | Charlotte | 3                          |                            |                            |  |    |                        |                        |                        |  |    |                   |                   |                   |
|  | E4                |               |               |   | Charlotte | 3                          |                            |                            |  |    |                        |                        |                        |  |    |                   |                   |                   |
|  | E5                | Atlanta       | 1             |   |           |                            |                            |                            |  |    |                        |                        |                        |  |    |                   |                   |                   |
|  | E5                | Atlanta       | 1             |   |           |                            |                            |                            |  | E1 | Chicago*               | 4                      |                        |  |    |                   |                   |                   |
|  | Conferencia Este  |               |               |   |           |                            |                            |                            |  | E1 | Chicago*               | 4                      |                        |  |    |                   |                   |                   |
|  |                   | E3            | Indiana       | 3 |           |                            |                            |                            |  |    |                        |                        |                        |  |    |                   |                   |                   |
|  | E3                | E3            | Indiana       | 3 | Indiana   | 3                          |                            |                            |  |    |                        |                        |                        |  |    |                   |                   |                   |
|  | E3                |               |               |   | Indiana   | 3                          |                            |                            |  |    |                        |                        |                        |  |    |                   |                   |                   |
|  | E6                | Cleveland     | 1             |   |           |                            |                            |                            |  |    |                        |                        |                        |  |    |                   |                   |                   |
|  | E6                | Cleveland     | 1             |   | E3        | Indiana                    | 4                          |                            |  |    |                        |                        |                        |  |    |                   |                   |                   |
|  |                   |               |               |   | E3        | Indiana                    | 4                          |                            |  |    |                        |                        |                        |  |    |                   |                   |                   |
|  |                   | E7            | New York      | 1 |           |                            |                            |                            |  |    |                        |                        |                        |  |    |                   |                   |                   |
|  | E2                | E7            | New York      | 1 | Miami*    | 2                          |                            |                            |  |    |                        |                        |                        |  |    |                   |                   |                   |
|  | E2                |               |               |   | Miami*    | 2                          |                            |                            |  |    |                        |                        |                        |  |    |                   |                   |                   |
|  | E7                | New York      | 3             |   |           |                            |                            |                            |  |    |                        |                        |                        |  |    |                   |                   |                   |
|  | E7                | New York      | 3             |   |           |                            |                            |                            |  |    |                        |                        |                        |  | E1 | Chicago*          | 4                 |                   |
|  |                   |               |               |   |           |                            |                            |                            |  |    |                        |                        |                        |  | E1 | Chicago*          | 4                 |                   |
|  |                   | O1            | Utah*         | 2 |           |                            |                            |                            |  |    |                        |                        |                        |  |    |                   |                   |                   |
|  | O1                | O1            | Utah*         | 2 | Utah*     | 3                          |                            |                            |  |    |                        |                        |                        |  |    |                   |                   |                   |
|  | O1                |               |               |   | Utah*     | 3                          |                            |                            |  |    |                        |                        |                        |  |    |                   |                   |                   |
|  | O8                | Houston       | 2             |   |           |                            |                            |                            |  |    |                        |                        |                        |  |    |                   |                   |                   |
|  | O8                | Houston       | 2             |   | O1        | Utah*                      | 4                          |                            |  |    |                        |                        |                        |  |    |                   |                   |                   |
|  |                   |               |               |   | O1        | Utah*                      | 4                          |                            |  |    |                        |                        |                        |  |    |                   |                   |                   |
|  |                   | O5            | San Antonio   | 1 |           |                            |                            |                            |  |    |                        |                        |                        |  |    |                   |                   |                   |
|  | O4                | O5            | San Antonio   | 1 | Phoenix   | 1                          |                            |                            |  |    |                        |                        |                        |  |    |                   |                   |                   |
|  | O4                |               |               |   | Phoenix   | 1                          |                            |                            |  |    |                        |                        |                        |  |    |                   |                   |                   |
|  | O5                | San Antonio   | 3             |   |           |                            |                            |                            |  |    |                        |                        |                        |  |    |                   |                   |                   |
|  | O5                | San Antonio   | 3             |   |           |                            |                            |                            |  | O1 | Utah*                  | 4                      |                        |  |    |                   |                   |                   |
|  | Conferencia Oeste |               |               |   |           |                            |                            |                            |  | O1 | Utah*                  | 4                      |                        |  |    |                   |                   |                   |
|  |                   | O3            | LA Lakers     | 0 |           |                            |                            |                            |  |    |                        |                        |                        |  |    |                   |                   |                   |
|  | O3                | O3            | LA Lakers     | 0 | LA Lakers | 3                          |                            |                            |  |    |                        |                        |                        |  |    |                   |                   |                   |
|  | O3                |               |               |   | LA Lakers | 3                          |                            |                            |  |    |                        |                        |                        |  |    |                   |                   |                   |
|  | O6                | Portland      | 1             |   |           |                            |                            |                            |  |    |                        |                        |                        |  |    |                   |                   |                   |
|  | O6                | Portland      | 1             |   | O3        | LA Lakers                  | 4                          |                            |  |    |                        |                        |                        |  |    |                   |                   |                   |
|  |                   |               |               |   | O3        | LA Lakers                  | 4                          |                            |  |    |                        |                        |                        |  |    |                   |                   |                   |
|  |                   | O2            | Seattle*      | 1 |           |                            |                            |                            |  |    |                        |                        |                        |  |    |                   |                   |                   |
|  | O2                | O2            | Seattle*      | 1 | Seattle*  | 3                          |                            |                            |  |    |                        |                        |                        |  |    |                   |                   |                   |
|  | O2                |               |               |   | Seattle*  | 3                          |                            |                            |  |    |                        |                        |                        |  |    |                   |                   |                   |
|  | O7                | Minnesota     | 2             |   |           |                            |                            |                            |  |    |                        |                        |                        |  |    |                   |                   |                   |